# M. Ward
Matthew Stephen Ward, conosciuto come M. Ward (Glendale, 4 ottobre 1973), è un cantautore e produttore discografico statunitense.
Oltre alla sua produzione solista, fa parte dei She & Him (con Zooey Deschanel) e dei Monsters of Folk. Ha inoltre collaborato con numerosi gruppi e artisti.

## Biografia
Cresciuto nella contea di Ventura, in California, inizia a suonare la chitarra e al contempo lavora in una clinica, insegnando a leggere ai bambini dislessici.
Insieme all'amico Kyle Field (futuro leader dei Little Wings) dà vita a una band chiamata Rodriguez che, nell'estate del 2000 pubblica il primo e unico album, Swing Like a Metronome. A produrre il disco è Jason Lytle (Grandaddy). Proprio grazie a Lytle, un demo di Ward arriva a Howe Gelb, capofila dei Giant Sand che propone a Ward di lavorare insieme. Nell'autunno 2000 quindi, l'etichetta di Gelb (Ow Om) pubblica l'esordio di M. Ward, ossia l'album Duet For Guitars #2.
Le registrazioni del disco risalgono al 1999 e sono state effettuate a Portland (Oregon), con Adam Selzer (Norfolk & Western) e John King.
Successivamente pubblica l'EP Scene from #12, edito dalla belga 62 Tv. L'opera seconda di Ward è End of Amnesia (Future Farmer Records/Loose Music, luglio 2001). Anche in questo caso si tratta di vecchi nastri rispolverati da cui è ottenuto un disco. Il disco, registrato sempre a Portland con Adam Selzer (che collabora con Ward anche nei successivi lavori), evoca ricordi e sogni dell'adolescenza di Ward. La rivista Uncut include il brano Archangel Tale nella selezione Best of Americana 2001. In occasione dei concerti che seguono la pubblicazione dell'album, Ward vende il live autoprodotto Live Music & the Voice of Strangers, dedicato alle cover.
Collabora con i Bright Eyes di Conor Oberst in più di un'occasione (da segnalare l'album The Late Late Show with Craig Kilborn del 2004). A marzo del 2003 pubblica Transfiguration of Vincent (Merge Records), che ottiene un ottimo responso dalla critica.
Al fianco di Ward in questo album suona un gruppo originario come lui della California, gli Old Joe Clarks, oltre ai soliti Gelb e Selzer. Alla voce partecipa Kate Simer.
Partecipa al tour di Cat Power e alla kermesse Vote for Change Tour (a sostegno di John Kerry nelle elezioni presidenziali statunitensi del 2004) insieme a, tra gli altri, Bruce Springsteen e R.E.M. Rende omaggio a Daniel Johnston prendendo parte al tributo Discovered Covered - The Late Great Daniel Johnston.
Nel 2005 pubblica il quinto album, Transistor Radio, dedicato proprio alle vecchie radio. A Portland in questo caso si riuniscono per collaborare con Ward gli Old Joe Clarks, John Parish, Rachel Blumberg (The Decemberists) e Jim James (My Morning Jacket). Partecipa all'album Z dei My Morning Jacket. 
Nel 2006 coinvolge Lee Ranaldo (Sonic Youth), Sufjan Stevens, Devendra Banhart e Calexico nel progetto I Am the Resurrection, album tributo a John Fahey. Collabora anche con Beth Orton per Comfort of Strangers e con Jenny Lewis (Rilo Kiley) per il suo disco solista Rabbit Fur Coat (2006). Altre importanti partecipazioni sono quella alla compilation Sweetheart (con una cover di Pete Townshend) e quella a sostegno dell'organizzazione umanitaria Mercy Corps. Nel frattempo Ward collabora con Norah Jones come corista e chitarrista nel brano Sinkin' Soon inserito in Not Too Late. La sua cover del brano Let's Dance di David Bowie viene inserita nella colonna sonora del film Eagle vs Shark (uscito nel 2007).
Nell'estate 2006 pubblica l'album Post-War (riferimento alla guerra in Iraq), che esce per la 4AD europea. Alle registrazioni del disco partecipano Mike Mogis (Lullaby for the Working Class, Bright Eyes), Neko Case, Rachel Blumberg, Jordan Hudson (The Thermals) e Jim James. Nel 2007 arriva l'EP To Go Home, costituito da quattro tracce. Sbarca anche al cinema, e in particolare nella colonna sonora del film L'amore giovane di Ethan Hawke, per la quale interpreta Crooked Lines di Jesse Harris.
Dopo aver conosciuto l'attrice e cantante Zooey Deschanel fonda il duo She & Him. Tutto risale al 2006, quando il regista Martin Hynes coinvolge Ward nella colonna sonora del suo film American Sunshine, in cui appunto Zooey (oltre a recitare come una delle protagoniste del film) duetta con Ward nel brano When I Get to the Border. Dal 2006 quindi i due mantengono i rapporti e nel marzo 2008 pubblicano il primo album a nome She & Him. Si tratta di Volume One, eletto "disco dell'anno" dalla rivista Parade.
Dopo il successo di Volume One, Ward ritorna al lavoro solista all'inizio del 2009 con Hold Time. Anche qui collabora l'ormai ex-Grandaddy Jason Lytle, oltre a Zooey Deschanel (cori in Rave On).
Nel settembre 2009 si riuniscono gli amici M. Ward, Conor Oberst, Jim James e Mike Mogis per pubblicare un disco con il nome di Monsters of Folk. Il singolo scelto per avviare questo progetto è Say Please, che anticipa la pubblicazione del "self-titled" album Monsters of Folk.
Nel marzo 2010 Ward e Zooey Deschanel ritornano come She & Him pubblicando Volume Two, che ribadisce la formula vincente di Volume One, ossia candore e leggerezza tra brani originali e cover. Viene inoltre realizzato il video del singolo In the Sun, diretto da Peyton Reed (regista di Yes Man). Fa seguito, alla fine del 2011, la pubblicazione dell'album natalizio A Very She & Him Christmas.
Nel 2012 M. Ward pubblica A Wasteland Companion, che si presenta come un diario di viaggio dalle mille sfaccettature registrato, non a caso, in otto studi diversi. Viene prodotto il video di The First Time I Ran Away. Nel 2013 collabora con Neko Case nell'album The Worse Things Get, The Harder I Fight, The Harder I Fight, The More I Love You. Nel maggio 2013 inoltre arriva il terzo (quarto in assoluto) capitolo dei She & Him, intitolato appunto Volume 3.

## Discografia

### Album in studio
Solista
- 1999 - Duet for Guitars#2
- 2001 - End of Amnesia
- 2001 - Live Music & The Voice of Strangers
- 2003 - Transfiguration of Vincent
- 2005 - Transistor Radio
- 2006 - Post-War
- 2009 - Hold Time
- 2012 - A Wasteland Companion
- 2016 - More Rain
- 2020 - Migration Stories
- 2023 - Supernatural Thing

Arizona Amp and Alternator
- 2005 - Arizona Amp and Alternator

She & Him
- 2008 - Volume One
- 2010 - Volume Two
- 2011 - A Very She & Him Christmas
- 2013 - Volume 3
- 2014 - Classics
- 2016 – Christmas Party
- 2022 - Melt Away: A Tribute to Brian Wilson

Monsters of Folk
- 2009 - Monsters of Folk

Tired Pony
- 2010 - The Place We Ran From

### EP
- 2000 - Scene from #12 (I Ain't Sleeping)
- 2007 - To Go Home

### Partecipazioni a compilation
- 2001 - Acuarela Songs 1
- 2003 - Merge Records Presents: Survive and Advance Vol. 3
- 2004 - The Late Great Daniel Johnston: Discovered Covered (tributo a Daniel Johnston)
- 2004 - Old Enough 2 Know Better: 15 Years of Merge Records
- 2005 - Sweetheart 2005: Love Songs
- 2005 - Green River: Benefit For Mercy Corps
- 2006 - I Am the Resurrection: A Tribute to John Fahey (tributo a John Fahey)
- 2007 - Big Change: Songs for FINCA
- 2007 - Sounds Eclectic: The Covers Project
- 2007 - The Hottest State (Original Motion Picture Soundtrack)